# Albertinibukta
Albertinibukta is een baai van het eiland Nordaustlandet, dat deel uitmaakt van de Noorse eilandengroep Spitsbergen.
De baai is vernoemd naar Italiaans bouwkundig ingenieur en ontdekkingsreiziger Gianni Albertini (1902-).

## Geografie
De baai ligt in het Orvin Land aan de noordkust van het eiland Nordaustlandet. De baai is zuid-noord georiënteerd en mondt in het noorden uit in de Noordelijke IJszee. In het zuiden wordt de baai gevoed door de gletsjer Schweigaardbreen.
Op ongeveer vier kilometer naar het westen ligt het Finn Malmgrenfjorden.